# Gastrostomia

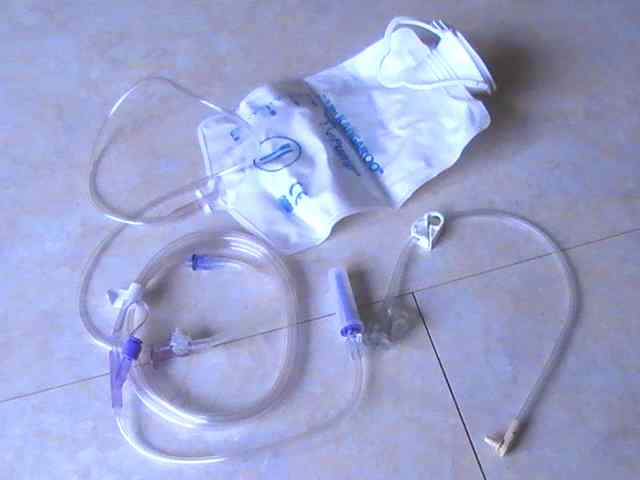
Sonda de gastrostomia

Gastrostomia e jejunostomia (enterostomia) são procedimentos cirúrgicos para a fixação de uma sonda alimentar. 
Um orifício criado artificialmente na altura do estômago (gastrostomia) ou na altura do jejuno (jejunostomia), objetivando uma comunicação entre a cavidade do estômago e a parede do abdómem. Este orifício cria uma ligação direta do meio interno com o meio externo do paciente. 
A cirurgia é realizada em pacientes que perderam, temporária ou definitivamente, a capacidade de deglutir os alimentos, tanto em conseqüência de lesões cerebrais graves quanto em transtornos do trato gastrointestinal superior. O procedimento cirúrgico só é recomendado quando há a necessidade de alimentação por longo prazo, ao menos de três a dez anos. Quando o paciente necessita de alimentação por sonda por curtos períodos, a alimentação naso/enteral ou naso/gástrica, é a mais recomendada. Porém sempre é necessário que o médico avalie a necessidade do paciente e a adaptação pós cirúrgica ao procedimento. [carece de fontes?]